# Naval (Huesca)
Naval è un comune spagnolo di 269 abitanti situato nella comunità autonoma dell'Aragona.

Fa parte della comarca del Somontano de Barbastro.